# Melissodes ochraea
Melissodes ochraea är en biart som beskrevs av Laberge 1961. Melissodes ochraea ingår i släktet Melissodes och familjen långtungebin. Inga underarter finns listade i Catalogue of Life.